# Amphimasoreus amaroides
Amphimasoreus amaroides is een keversoort uit de familie loopkevers (Carabidae). De wetenschappelijke naam van de soort is voor het eerst geldig gepubliceerd in 1875 door Piochard de la Brulerie.